# Мостовая, Юлия Владимировна
Юлия Владимировна Мостовая (укр. Юлія Володимирівна Мостова; род. 20 июля 1968, Киев) — украинская журналистка. С момента основания газеты «Зеркало недели» в 1994 году является её сотрудником, где с 2011 года занимает должность главного редактора.

## Биография
Родилась 20 июля 1968 года в Киеве в семье журналиста Владимира Павловича Мостового и биолога Валентины Владимировны Науменко. Детство провела в киевском районе Голосеево.
Окончив школу в 1986 году, поступила на факультет журналистики Киевского государственного университета имени Т. Г. Шевченко. Проходила практику в газетах «Прапор коммунизма» и «Собеседник». Летом 1991 года окончила университета и 1 августа 1991 года стала журналисткой «Киевского вестника», который ранее именовался «Прапором коммунизма». Первоначально писала на социальные темы. Свой первый материал о политике «Бой отшумел», посвящённый событиям августовского путча, написала 23 августа 1991 года.
В марте 1992 года начала работать в агентстве «Франс-Пресс», а через три месяца стала журналисткой «Киевских ведомостей». После интервью со Збигневом Бжезинским она была переведена в международный отдел «Киевских ведомостей».
Весной 1994 года во время избирательной кампании в народные депутаты Украины Вадима Плоткина поэт-песенник Юрий Рыбчинский познакомил Мостовую с предпринимателем Юрием Орликовым. Летом 1994 года Орликов стал основателем издания «Зеркало недели» главным редактором которого стал Владимир Мостовой, а Юлия стала его заместителем. 95 % в ООО «Ормос», куда вошло «Зеркало недели», принадлежали Орликову, а остальные 5 % принадлежали Юлии и Владимиру Мостовым. В 1996 году Орликов продал 40 % акций премьер-министру Украины Павлу Лазаренко. Во время акции «Восстань, Украина!», направленной против действующего президента Леонида Кучмы, Мостовая участвовала в организации переговоров оппозиционных сил.
В 2011 году Юлия Мостовая сменила отца на должности главного редактора «Зеркала недели». В 2019 году стало известно о прекращении выхода печатной версии «Зеркала недели» и его полного перехода на электронную версию.

## Награды и звания
- «Человек года» в номинации «Лучший журналист года» (1996, 1997, 1999)[5]
- Лауреат премии «Прометей-престиж» (1998, 1999)[5]
- «Честь профессии» (2015)[6]
- Премию имени Герда Буцериуса «Свободная пресса Восточной Европы» (2014)[7].

## Влияние
Мостовая неоднократно включалась в список «100 самых влиятельных женщин Украины», составленном еженедельником «Фокус». Так, в 2006 году она заняла 5-е место, в 2007 году — 4-е место, в 2008 году — 6-е место, в 2009 году — 21-е место, в 2010 году — 11-е место, в 2011 году — 26 место, в 2012 году — 23-е место, в 2013 году — 19-е место, в 2014 году — 16-е место, в 2015 году — 23-е место, в 2016 году — 19-е место, в 2017 году — 24-е место, в 2018 году — 25-е место, а также была включена в список 2019 года.

## Личная жизнь
Будучи студенткой, вышла замуж за однокурсника Владлена Самойлова. Позднее жила в гражданском браке с Александром Разумковым. По словам самой Мостовой она не была замужем за Разумковым, а лишь жила с ним в течение двух лет. В 1998 году у них родился сын Глеб Разумков, а спустя год Александр Разумков скончался от рака.
В 1997 году познакомилась с политиком Анатолием Гриценко, с которым в 2003 году вступила в брак. В 2004 году у четы родилась дочь Анна.
Доход Мостовой за 2016 год составил 500 тысяч гривен. Мостовая тогда владела четырьмя квартирами в Киеве, садовым домом и земельным участком в городе Украинка, а также машиной Toyota RAV4.